# Coll de la Gotina
El Coll de la Gotina és una collada de 1.218,2 metres d'altitud, en el límit dels termes comunals de Molig, a la comarca del Conflent, a la Catalunya del Nord, i de Sornià, a la comarca occitana de la Fenolleda. Està situat a l'extrem nord-oest del terme de Molig i al sud del de Campossí, a prop també del triterme amb Mosset.